# Milutin Borisavljević
Milutin Borisavljević (in serbo Милутин Борисављевић?; Kragujevac, 25 giugno 1889 – Parigi, 3 luglio 1969) è stato un architetto serbo, attivo soprattutto a Parigi.
Nato nel 1889 a Kragujevac, in Serbia, l'architetto giunse a Parigi a 28 anni per svolgere alcune ricerche in campo estetico sotto la direzione di Victor Basch alla Sorbona: iniziò così una prolifica carriera di saggista, con la pubblicazione della sua tesi Le teorie dell'architettura, per l'editore Payot, che sistematizzava in un brillante prodotto i risultati di questa ricerca. Il saggio affronta le teorie estetiche dall'antichità al XIX secolo, da una prospettiva angolata rispetto alle basi della sua progettazione, fortemente ottico-fisiologiche: all'analisi estetica si sottende infatti un metodo scientifico, la psicologia sperimentale, in ferma opposizione ad altri metodi, considerati aleatori o confusionari, utilizzati in passato (i.e.: il metodo filosofico, quello geometrico, quello aritmetico ecc.)